# Tecoanapa, Guerrero
Tecoanapa là một đô thị thuộc bang Guerrero, México. Năm 2005, dân số của đô thị này là 42619 người.